# 亚裔美国文学

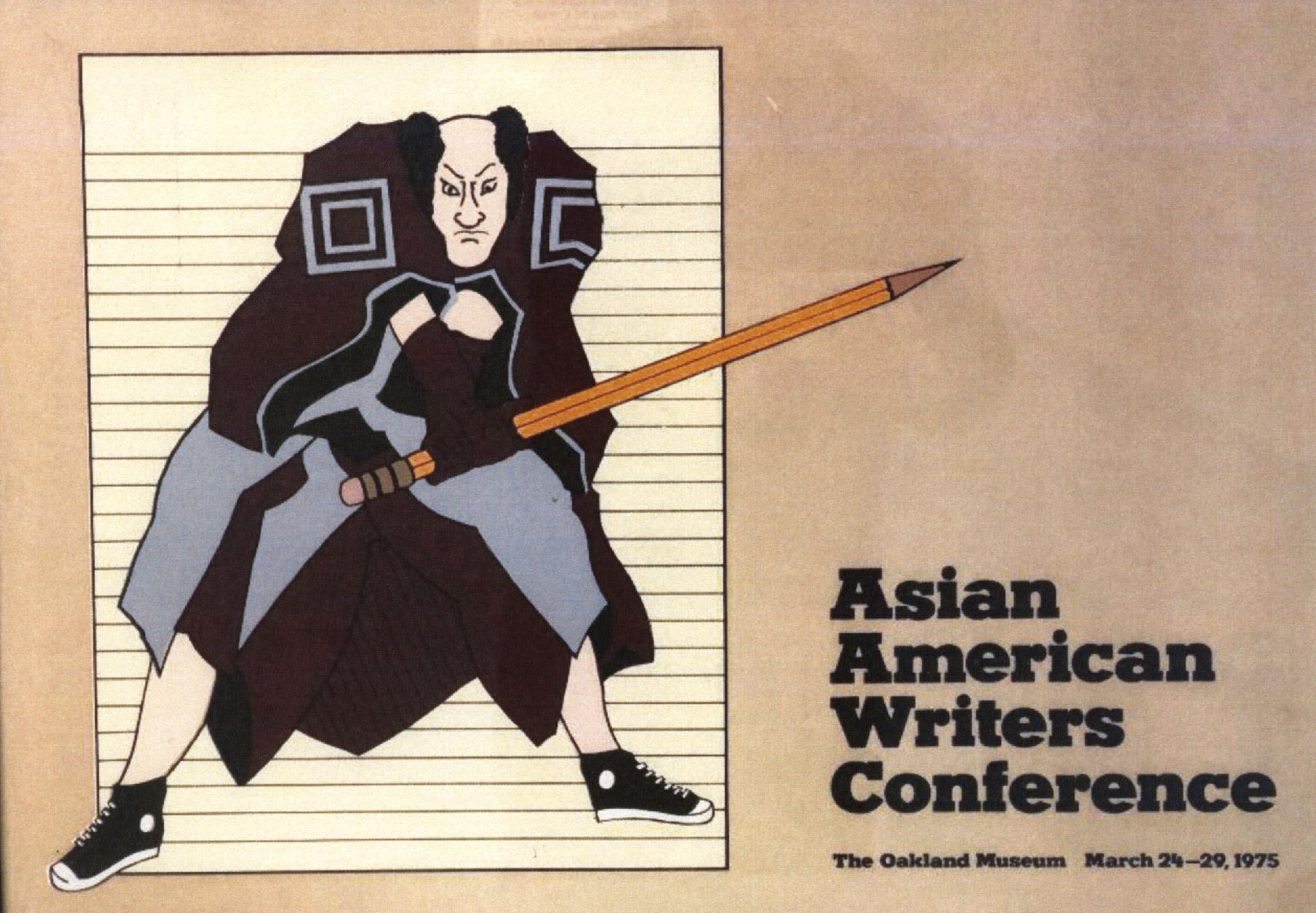
1975年3月24日至29日在奥克兰博物馆举行的亚裔美国作家会议海报

亚裔美国文学是美国亚裔血统的作家创作的文学作品。
自20世纪70年代以来，亚裔美国文学从一个新兴类别发展为一种成熟的传统，其中许多作品成为畅销书 并赢得主流奖项，包括普利策奖和美国国家图书奖。

## 历史

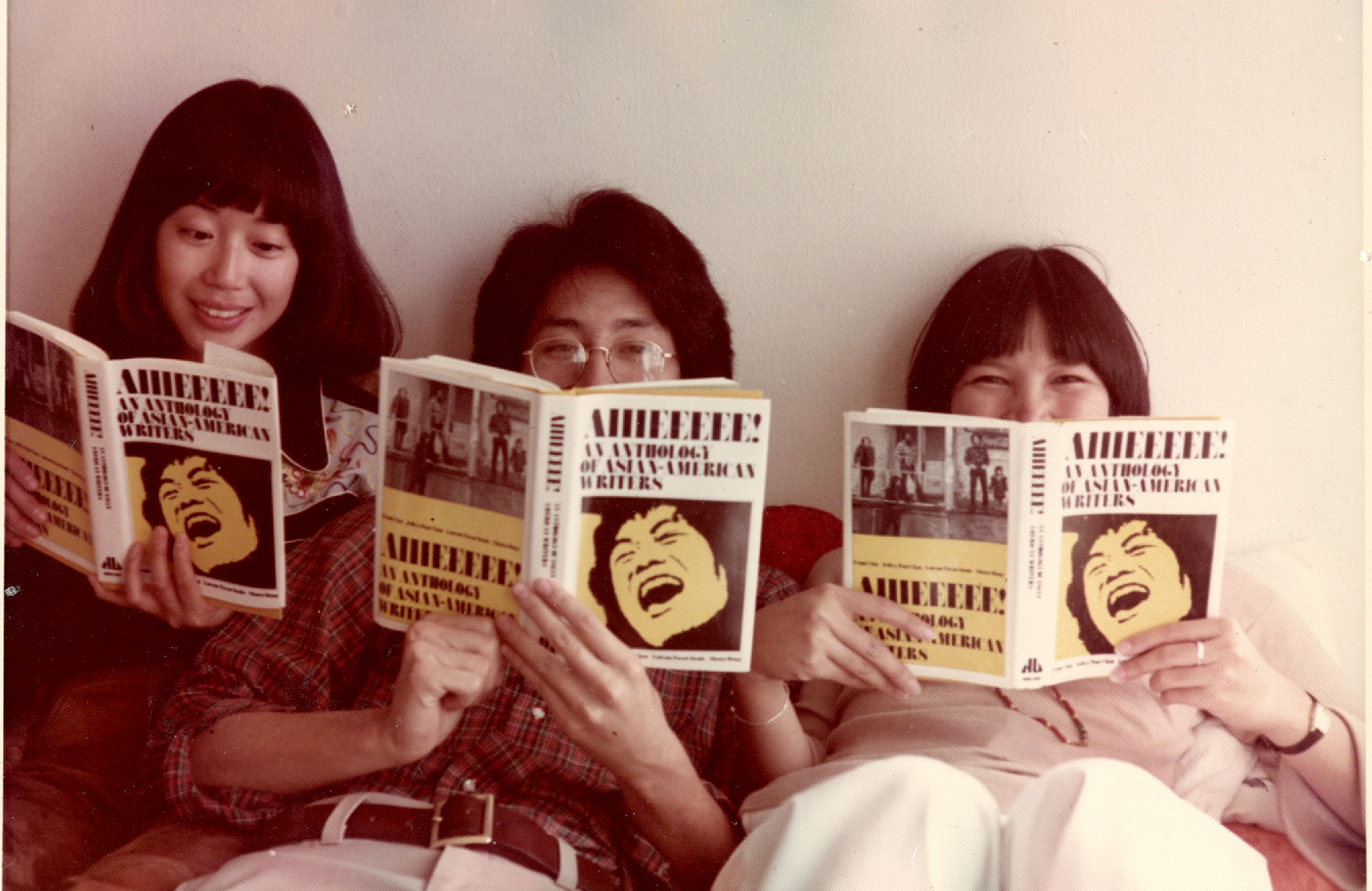
1976年，阅读《哎呀呀！亚裔美国作家选集》第1版

亚裔美国写作和文学的概念在 20 世纪 70 年代中期首次立足。最早提到亚裔美国文学的作品之一是王燊甫于1974 年出版的《亚裔美国人遗产：散文和诗歌选集》  。同年还出版了另一本开创性的亚裔美国文学汇编，由亚裔美国人联合资源项目 (CARP) 制作，名为《哎呀呀！亚裔美国作家选集》。该选集收录了长期被遗忘的亚裔美国文学的主要作品，并批评了这些作品缺乏知名度。

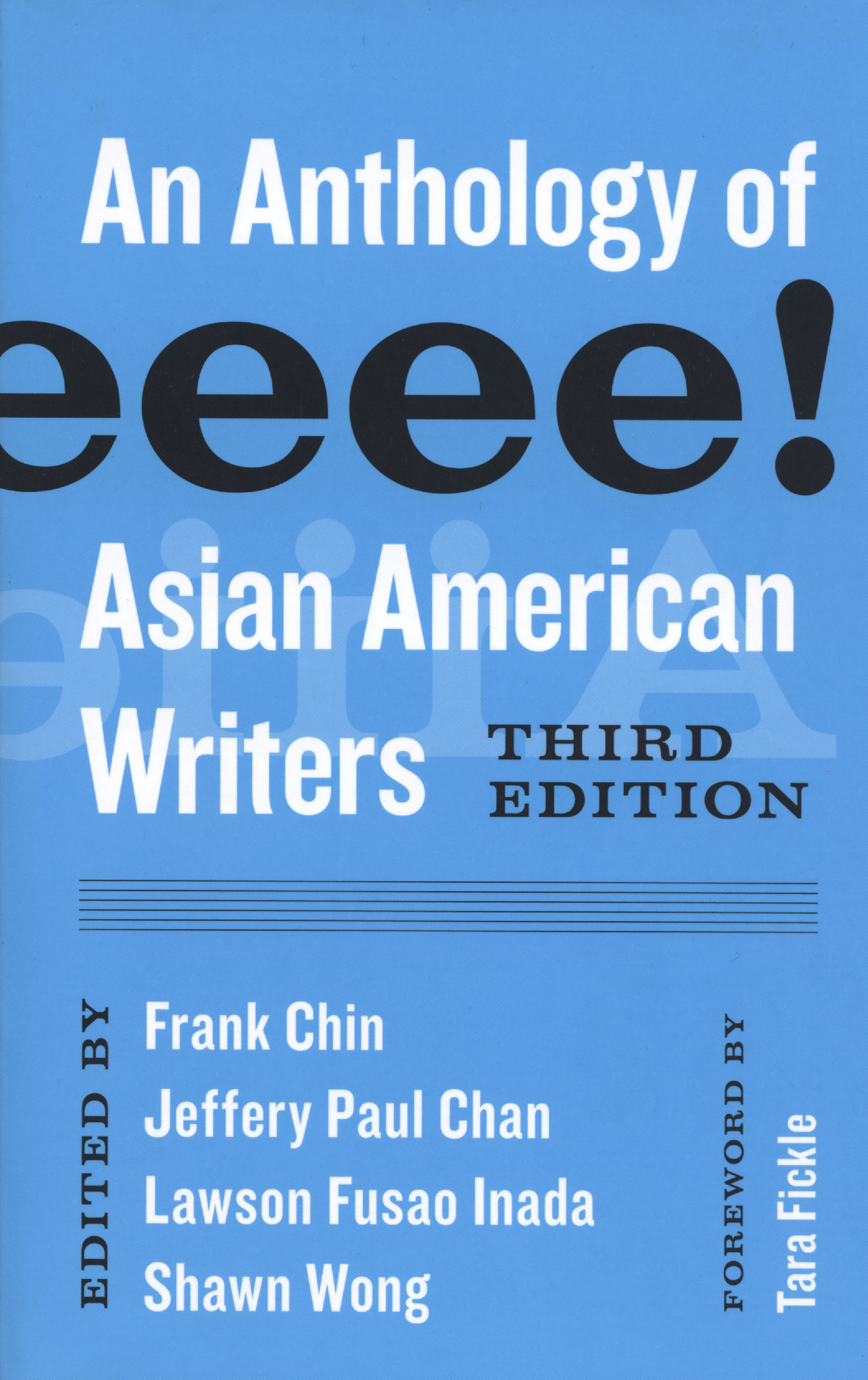
《哎呀呀！亚裔美国作家选集》第3版，2019年

1982 年，伊莲·H·金出版了一本开创性的批评书籍《亚裔美国文学：作品及其社会背景导论》  ，被认为是该领域的第一本批评书籍。
在亚裔美国文学被确立为一个独特的类别之前，早期的亚洲移民也创作了文学和新闻作品。在《排华法案》实施期间，出现了以普通话、粤语和英语写成的有关中国移民经历的文学作品，其中包括中国被拘留者在天使岛移民站墙壁上刻下的个人和集体诗歌；外交官容闳1909 年出版的《我在中国和美国的生活》一书的美籍华人生活回忆录；以及水仙花（Edith Maude Eaton的笔名）的新闻报道和小说作品，她被广泛认为是第一位美籍华裔专业创意作家。 
尽管亚裔美国文学和亚裔美国文学批评领域从那时起就不断发展，“亚裔美国文学”的定义仍然不确定。
大多数评论过亚裔美国文学的评论家都含蓄或明确地将其定义为由亚裔美国人创作的文学，并且通常是关于亚裔美国人的。然而这个定义引发了一些问题，这些问题一直是亚裔美国文学评论家讨论的焦点：谁是亚裔美国人？ “美洲”仅指美国，还是包括美洲其他地区？如果亚裔美国人写的是非亚裔美国人的人物，这还会被视为亚裔美国文学吗？如果非亚裔美国人撰写有关亚裔美国人的文章，这会被视为亚裔美国文学吗？民族和种族的流动性在文化和身份中发挥着重要作用。

## 特征和主题

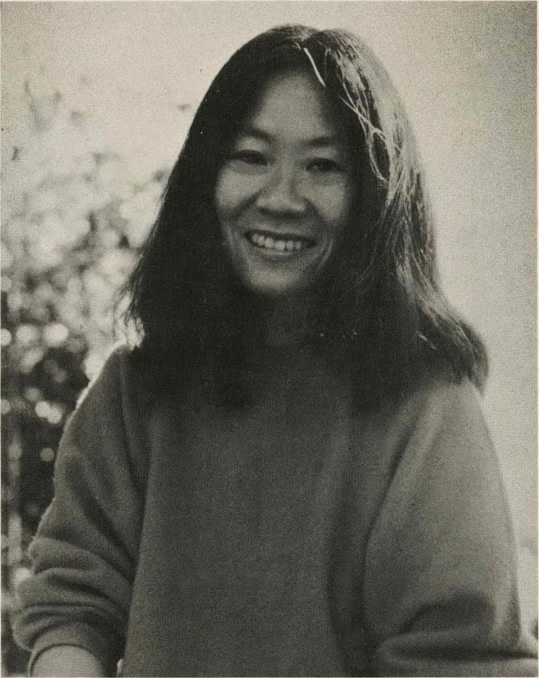
加州大学伯克利分校名誉教授汤婷婷

亚裔美国文学的常见主题包括种族、文化和寻找身份认同。虽然这些话题可能比较主观，但一些明确的观点与性别、性取向、年龄、建立传统和适应性文化以及西方对亚洲人的种族主义有关。
悠久的传统在塑造亚裔美国人的未来方面发挥了重要作用。一些文献涉及传统亚洲文化对生活在更自由国家的亚裔美国人的影响。这种文化对比所导致的思维模式造成了一些极端的认知失调，尤其是在亚裔女性中。
整个 20 世纪 90 年代，亚裔美国男同性恋文学的数量不断增加 （Merle Woo（1941年）、 Willyce Kim （页面存档备份，存于） （1946年）、梁志英（1950年）、 Kitty Tsui （页面存档备份，存于） （1952年）、 Dwight Okita（1958年）、 Norman Wong（1963年）、 Tim Liu （页面存档备份，存于） （1965年）、 谢耀（1965年）和Justin Chin（1969年）。这些作者探究了性别、性取向、种族和文化传统之间的相互关联。他们由于种族、性别或性取向而经历脆弱，但“在种族敌视的亚裔环境中，他们的家庭经济成功的脆弱地位，在我看来，与他们的移民和复合疏离感有更大的关系，而大多数作者并没有承认这一点。” 

## 亚裔美国人的身份
直到20世纪60年代末，为了倡导政治团结和文化民族主义，"亚裔美国人"一词才应运而生。 这一术语的提出，使得美国的亚洲人能够更好地认同自己是一个有着共同关切的一个亚群体，同时还能表达自己的个性。 2000 年，美国人口普查将“亚裔美国人”定义为“拥有远东、东南亚或印度次大陆原住民血统的任何人”。 

## 亚裔美国文学的知名度

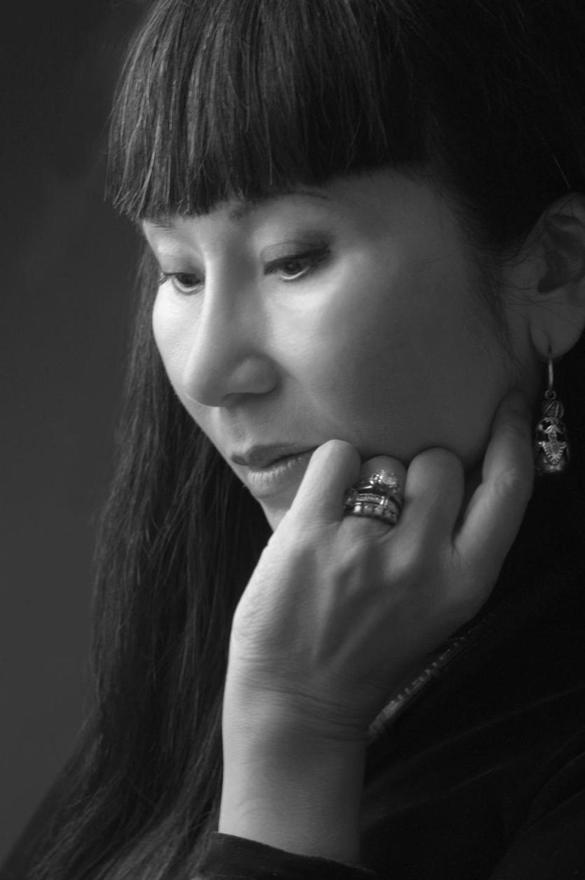
华裔美国作家，以小说《喜福会》（1989）而闻名，该小说于1993年被改编成电影。

亚裔美国文学最终在 20 世纪 70 年代被归类，直到亚裔美国人联合资源项目 （CARP）的《哎呀呀！亚裔美国作家选集》(1974年) 出版后才出现重大复苏。这本选集通过发掘前几代亚裔美国作家的作品，帮助该领域取得了进展。因此，Sam Tagatac和Toshio Mori等老作家再次受到青睐，获得了新的曝光和出版机会。选集的一大特色涉及了人们对亚洲人的整体刻板印象：出版的作品之所以没有受到批评，是因为其写作风格不符合种族观点。这本选集为作家们写作和表达个人身份感受和有关种族主义的危机奠定了基础。这本选集有助于对抗文化同化，文化同化在亚裔美国人的日常生活中发挥了重要作用（模范少数族裔就是最大的例子）。然而，一些批评家揭露了亚裔美国人联合资源项目（CARP）的虚伪，质疑其意图，因为该选集的编辑拒绝接受双重人格的概念，从而拒绝了大多数外国出生的亚洲人。

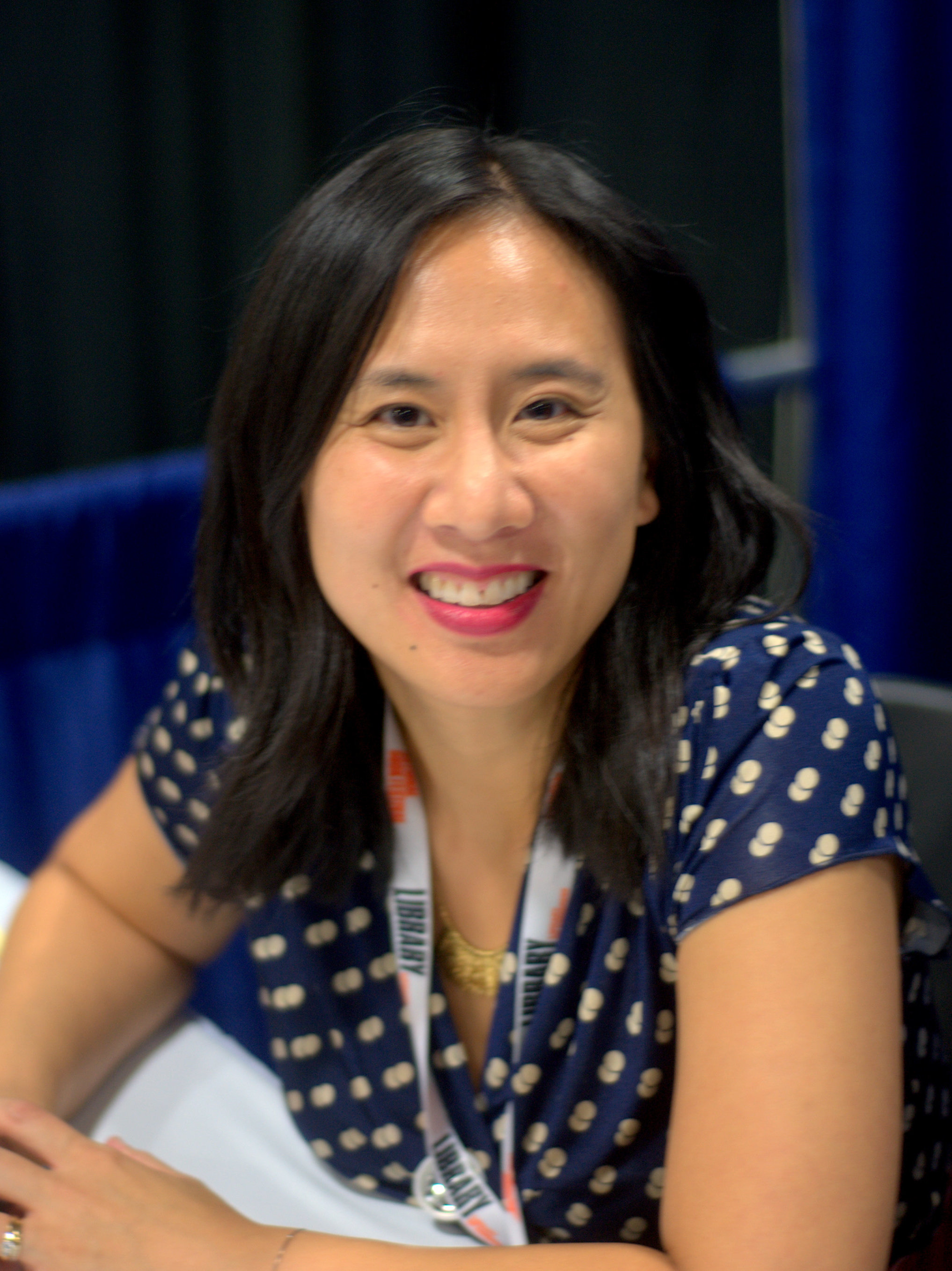
伍綺詩是《无声告白》和《小小小小的火》的作者，她在小说中探讨了种族、身份和家庭关系等主题

或许，亚裔美国文学被认可为合法文学领域最重要的人物是汤婷婷，她的作品获得了广泛关注。她出生于加利福尼亚州斯托克顿，是第二代美籍华人，于 1976 年出版了《The Woman Warrior》。这个故事系列将虚构的自传与中国民间故事相结合，试图表达美籍华人的生活和在自由世界中自我认同的过程。她的第二部小说《China Men》（1980年）是《The Woman Warrior》的续集，也描述了中国人在美国文化中定居的艰辛。这两部小说引起了很多人的关注，并激发了人们对美国华裔更多的同情和理解。然而，金斯顿的成功也激起了Frank Chin的愤怒，他指责她散布有关中国文化的谎言，特别是针对中国人和华裔美国男性。
除了个人作家的才华之外，还成立了多个组织，希望取得与上文之选集相同的成果。其中一个组织是 1979 年成立的亚裔美国人研究协会。美国科学促进会希望促进对亚裔美国人研究领域的进一步了解和专业活动，包括亚裔美国文学和文学批评。这引起了一些争议。  2013 年，美国科学促进会（AAAS）决定抵制以色列学术机构。将可见性主题扩展到其他民族和种族问题是美国科学促进会的一大特色，但其主要目标是倡导和代表亚裔美国人。

## 亚裔美国文学奖

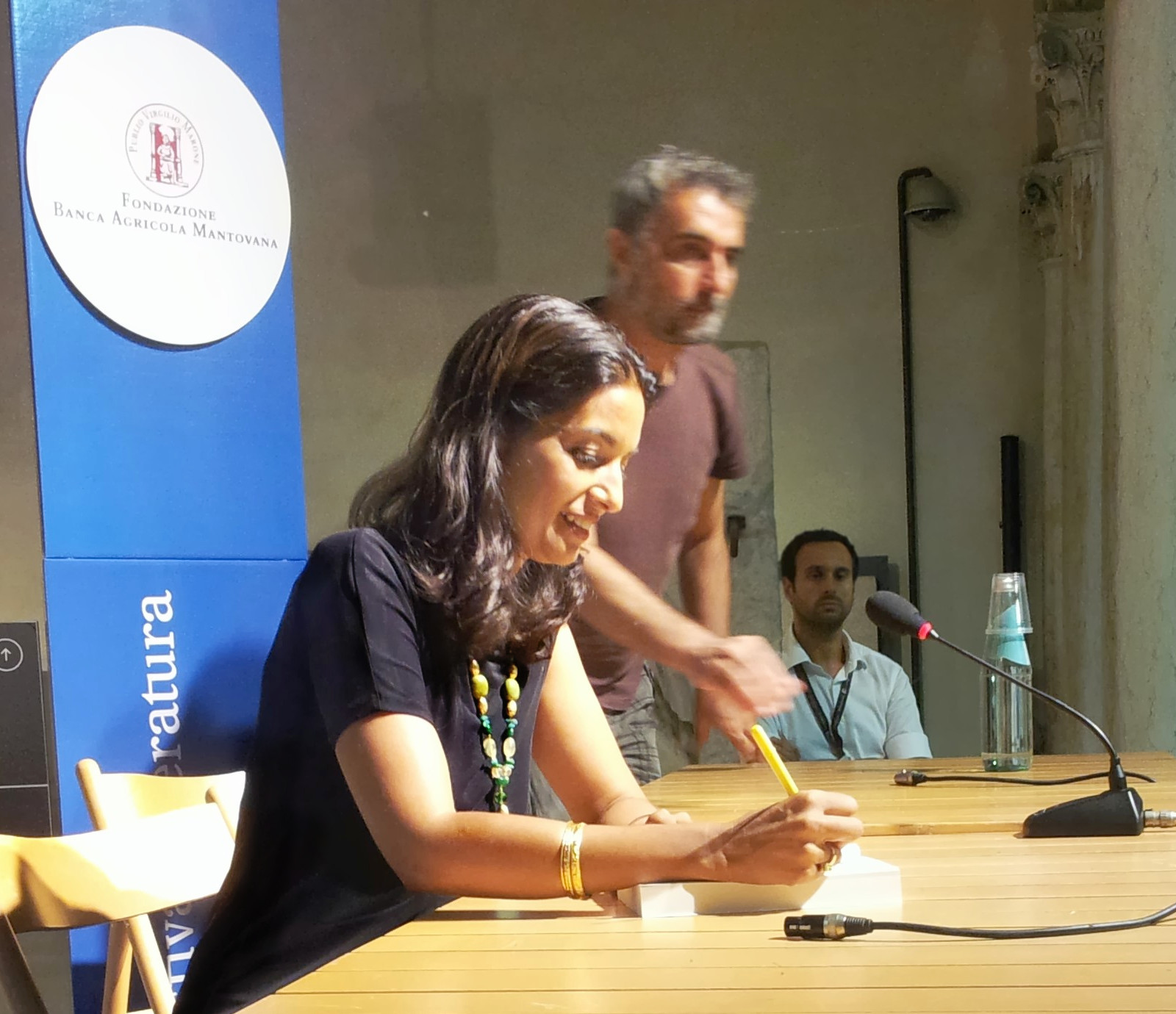
裘帕·拉希莉是一位著名作家，她探索美国人及其文化认同的复杂性

与亚裔美国文学相关的问题之一是“亚裔美国人”的定义。亚裔美国作家工作室颁发的亚裔美国文学奖将获奖资格定义为“亚裔作家”。虽然这个定义清晰简洁，但这并没有阻止他们向那些写过有关亚裔美国人的文章但不是亚裔美国人的人颁发奖项。随着活动的发展，奖项扩展至亚裔以外的群体，但获奖者仍然以亚裔为主。亚裔美国人研究协会（AAAS）每年都会向亚裔美国作家颁发图书奖以表彰他们在历史、社会科学、诗歌和散文方面作品所做出的贡献。

## 拓展阅读
- Srikanth, Rajini (编). . Cambridge University Press. 2021  [2024-04-19]. （原始内容存档于2023-09-19）.
  - Lee, Josephine (编). . Asian American Literature in Transition 1. Cambridge University Press. May 27, 2021. ISBN 9781108914048. doi:10.1017/9781108914048.
  - Bascara, Victor (编). . Asian American Literature in Transition 2. Cambridge University Press. May 27, 2021  [2024-04-19]. ISBN 9781108891080. doi:10.1017/9781108891080. （原始内容存档于2023-09-20）.
  - Nadkarni, Asha (编). . Asian American Literature in Transition 3. Cambridge University Press. June 8, 2021  [2024-04-19]. ISBN 9781108920605. doi:10.1017/9781108920605. （原始内容存档于2023-09-19）.
  - Huang, Betsy (编). . Asian American Literature in Transition 4. Cambridge University Press. May 27, 2021  [2024-04-19]. ISBN 9781108914109. doi:10.1017/9781108914109. （原始内容存档于2023-09-20）.
- Lee, Josephine (编). . Oxford University Press. 2020  [2024-04-19]. ISBN 9780190699628. doi:10.1093/acref/9780190699628.001.0001. （原始内容存档于2023-09-19）.
- Huang, Guiyou (编). . December 30, 2008  [2024-04-19]. ISBN 9780313341571. （原始内容存档于2023-09-26）.
- Cheung, King-Kok (编). . University of California, Los Angeles. December 1996  [2024-04-19]. ISBN 9780521447904. （原始内容存档于2016-10-11）.
- Chan, Jeffery Paul (编). . Plume Books. 1991. ISBN 9780452010765etal
- Banerjee, Neelanjana (编). . University of Arkansas Press. May 1, 2010  [2024-04-19]. ISBN 9781557289315. （原始内容存档于2024-06-06）etal
- Tran, Barbara (编). . 1998etal
- Asian Women United of California (编). . Beacon Press. 1989  [2024-04-19]. ISBN 9780807059050. （原始内容存档于2024-06-05）.
- Thananopavarn, Susan. . Latinidad: Transnational Cultures in the United States. Rutgers University Press. Mar 19, 2018  [2024-04-19]. ISBN 9780813589848. （原始内容存档于2023-10-01）.
- Lee, Esther Kim. . Cambridge Studies in American Theatre and Drama 26. Cambridge University Press. August 11, 2011  [2024-04-19]. ISBN 9781107402928. （原始内容存档于2023-09-19）.

## 另请参见
- 亚裔美国作家列表（英语：List of Asian-American writers）
- 华裔美国文学（英语：Chinese American literature）
- 韩裔美国作家列表（英语：List of American writers of Korean descent）
- 亚裔美国文学奖（英语：Asian American Literary Awards）
- 亚太裔美国文学奖（英语：Asian/Pacific American Awards for Literature）